# Shawbury
Shawbury är en ort och civil parish i Storbritannien.   Den ligger i grevskapet Shropshire i riksdelen England, i den södra delen av landet, 220 km nordväst om huvudstaden London. Shawbury ligger 59 meter över havet och antalet invånare är 2 412.
Terrängen runt Shawbury är platt.Runt Shawbury är det tätbefolkat, med 570 invånare per kvadratkilometer. Närmaste större samhälle är Shrewsbury, 10,6 km sydväst om Shawbury. Trakten runt Shawbury består till största delen av jordbruksmark.